# Enicospilus georginae
Enicospilus georginae là một loài tò vò trong họ Ichneumonidae.